# Morti nel 1977/Luglio
| Questa pagina contiene informazioni ricavate automaticamente dalle voci biografiche con l'ausilio del template Bio e di un bot. L'aggiornamento è periodico e automatico e ricostruisce completamente la pagina. Se manca una persona in questa lista, sei pregato di non aggiungerla, ma accertati piuttosto che la sua voce biografica contenga il template Bio e che i dati anagrafici siano correttamente compilati. Se il template Bio manca, inseriscilo tu stesso o, in alternativa, metti l'avviso {{tmp\|Bio}} che ne segnala la mancanza. Se i dati riportati sono sbagliati, correggi direttamente la voce biografica; le modifiche saranno visibili in questa lista entro pochi giorni. Per chiarimenti vedi il progetto biografie. La lista contiene solo le 100 persone che sono citate nell'enciclopedia e per le quali è stato implementato correttamente il template Bio. Pagina aggiornata al 3 mar 2024. |

- 1º luglio - Gaetano Catalano Gonzaga, ammiraglio italiano (n. 1893)
- 1º luglio - Mario De Berardinis, pittore italiano (n. 1931)
- 1º luglio - Antonio Lo Muscio, terrorista italiano (n. 1950)
- 2 luglio - Giuseppe Balista, politico italiano (n. 1901)
- 2 luglio - Vladimir Nabokov, scrittore, saggista e critico letterario russo (n. 1899)
- 2 luglio - William H. Ziegler, montatore statunitense (n. 1909)
- 3 luglio - Gertrude Abercrombie, pittrice statunitense (n. 1909)
- 3 luglio - Giuseppe Bartolo, storico e politico italiano (n. 1912)
- 3 luglio - Bruno Petrarca, pugile italiano (n. 1906)
- 4 luglio - Gerš Ickovič Budker, fisico sovietico (n. 1918)
- 4 luglio - Alfredo D'Arbela, ingegnere italiano (n. 1898)
- 4 luglio - Heini Holzer, scialpinista e alpinista italiano (n. 1945)
- 4 luglio - Mario Mantovani, anarchico, partigiano e pubblicista italiano (n. 1897)
- 4 luglio - Michel Olçomendy, missionario e arcivescovo cattolico francese (n. 1901)
- 4 luglio - Aleksandr Pavlovskij, schermidore sovietico (n. 1936)
- 4 luglio - Anatolij Verbickij, attore sovietico (n. 1926)
- 5 luglio - Sven Låftman, velocista, lunghista e astista svedese (n. 1887)
- 5 luglio - Vitalij Tarasov, scacchista sovietico (n. 1925)
- 5 luglio - Vladimír Venglár, calciatore cecoslovacco (n. 1923)
- 6 luglio - Francesco Bertoglio, vescovo cattolico italiano (n. 1900)
- 6 luglio - Giuseppe Dessì, scrittore italiano (n. 1909)
- 6 luglio - Sergej Nikiforovič Kruglov, generale e politico sovietico (n. 1907)
- 6 luglio - Hu Nim, rivoluzionario e politico cambogiano (n. 1930)
- 7 luglio - Ugo Camozzo, arcivescovo cattolico italiano (n. 1892)
- 7 luglio - Menotti Corallo, scrittore e drammaturgo italiano (n. 1893)
- 7 luglio - Roy Crane, disegnatore statunitense (n. 1901)
- 7 luglio - Eugène Criqui, pugile francese (n. 1893)
- 7 luglio - Bassano Daccò, calciatore italiano (n. 1898)
- 7 luglio - Jean Delarge, pugile belga (n. 1906)
- 7 luglio - Miklós Kovács, calciatore e allenatore di calcio rumeno (n. 1911)
- 7 luglio - María Romero Meneses, religiosa nicaraguense (n. 1902)
- 7 luglio - Red Wallace, cestista e allenatore di pallacanestro statunitense (n. 1918)
- 9 luglio - Sergio Capogna, regista cinematografico, sceneggiatore e montatore italiano (n. 1926)
- 9 luglio - Loren Eiseley, antropologo, filosofo e docente statunitense (n. 1907)
- 9 luglio - Alice Paul, attivista statunitense (n. 1885)
- 9 luglio - Umberto Sampietro, politico italiano (n. 1902)
- 10 luglio - Ugo Guidi, scultore italiano (n. 1912)
- 10 luglio - Şükrü Gülesin, dirigente sportivo, giornalista e calciatore turco (n. 1922)
- 10 luglio - Gitt Magrini, costumista italiana (n. 1914)
- 11 luglio - Evgenij Efimovič Karelov, regista sovietico (n. 1931)
- 11 luglio - Jacques Tréfouël, chimico e farmacologo francese (n. 1897)
- 12 luglio - Gabriella Seidenfeld, politica croata (n. 1896)
- 13 luglio - Carl Gustav von Rosen, aviatore e mercenario svedese (n. 1909)
- 13 luglio - Fernando Vandelli, martellista italiano (n. 1907)
- 14 luglio - So Matsuyama, scenografo giapponese (n. 1908)
- 14 luglio - Costantino Preziosi, politico e avvocato italiano (n. 1905)
- 15 luglio - Battling Battalino, pugile statunitense (n. 1908)
- 15 luglio - Eugenio Berardi, ingegnere e imprenditore italiano (n. 1921)
- 15 luglio - William Gerhardie, scrittore e drammaturgo inglese (n. 1895)
- 15 luglio - Donald Mackay, politico australiano (n. 1933)
- 15 luglio - Ruggero Maghini, pianista e compositore italiano (n. 1913)
- 15 luglio - Misha'al bint Fahd Al Sa'ud, principessa saudita (n. 1958)
- 16 luglio - John Alfred Valentine Butler, chimico e fisico inglese (n. 1899)
- 16 luglio - Enrique Pichon-Rivière, psichiatra argentino (n. 1907)
- 16 luglio - Francesco Roberti, cardinale e arcivescovo cattolico italiano (n. 1889)
- 17 luglio - Osmín Aguirre y Salinas, politico e militare salvadoregno (n. 1889)
- 17 luglio - Dhia Cristiani, attrice e doppiatrice italiana (n. 1921)
- 17 luglio - Vincenzo Dattilo, bibliotecario, giornalista e politico italiano (n. 1887)
- 17 luglio - Billy Gonsalves, calciatore statunitense (n. 1908)
- 17 luglio - Witold Małcużyński, pianista polacco (n. 1914)
- 17 luglio - Giovanni Petrucci, politico italiano (n. 1898)
- 17 luglio - Zózimo, calciatore brasiliano (n. 1932)
- 18 luglio - Alberto Molfino, lottatore italiano (n. 1906)
- 18 luglio - Eliot Noyes, architetto e designer statunitense (n. 1910)
- 18 luglio - Giorgio Pessina, schermidore italiano (n. 1902)
- 19 luglio - Jaroslav Kulich, calciatore boemo (n. 1913)
- 19 luglio - Ángel María Rousse, calciatore spagnolo (n. 1902)
- 20 luglio - Carter DeHaven, attore, regista e sceneggiatore statunitense (n. 1886)
- 20 luglio - Friedrich Georg Jünger, scrittore tedesco (n. 1898)
- 21 luglio - Ottó Hatz, schermidore ungherese (n. 1902)
- 21 luglio - Lee Miller Penrose, fotografa, fotoreporter e modella statunitense (n. 1907)
- 22 luglio - Francesco Cangiullo, scrittore, poeta e pittore italiano (n. 1884)
- 22 luglio - Richie Kamuca, sassofonista statunitense (n. 1930)
- 22 luglio - Paolo Orsi Mangelli, imprenditore italiano (n. 1880)
- 22 luglio - Pan Yuliang, artista e pittrice cinese (n. 1899)
- 23 luglio - Arsenio Erico, calciatore paraguaiano (n. 1915)
- 24 luglio - Emil Botta, attore e poeta rumeno (n. 1911)
- 25 luglio - Louis Frederick Fieser, chimico statunitense (n. 1899)
- 25 luglio - Louis de Monge, ingegnere belga (n. 1890)
- 25 luglio - Mel Riebe, cestista statunitense (n. 1916)
- 25 luglio - Olof Thörnell, generale svedese (n. 1877)
- 25 luglio - José David Toro Ruilova, militare e politico boliviano (n. 1898)
- 26 luglio - Arturo Duque Villegas, arcivescovo cattolico colombiano (n. 1899)
- 26 luglio - Carlo di Lussemburgo, principe lussemburghese (n. 1927)
- 26 luglio - Oskar Morgenstern, economista austriaco (n. 1902)
- 26 luglio - Brooks Otis, critico letterario e latinista statunitense (n. 1908)
- 26 luglio - Pёtr Sobolevskij, attore sovietico (n. 1904)
- 26 luglio - David Zogg, sciatore alpino e combinatista nordico svizzero (n. 1902)
- 27 luglio - Ottorino Bertolini, storico e medievista italiano (n. 1892)
- 27 luglio - Willy Bogner, sciatore nordico e imprenditore tedesco (n. 1909)
- 27 luglio - Milt Buckner, pianista statunitense (n. 1915)
- 28 luglio - André Giroux, scrittore canadese (n. 1916)
- 28 luglio - Otto Stadie, infermiere tedesco (n. 1897)
- 29 luglio - Pierre Clastres, antropologo e etnografo francese (n. 1934)
- 29 luglio - Rune Wenzel, calciatore svedese (n. 1901)
- 30 luglio - Jean de Laborde, ammiraglio francese (n. 1878)
- 30 luglio - Stefano Lenoci, politico italiano (n. 1897)
- 30 luglio - Maria Luisa Petroni, pittrice italiana (n. 1921)
- 31 luglio - Giuseppe Castellano, generale italiano (n. 1893)
- 31 luglio - Ladislav Jirasek, calciatore tedesco (n. 1927)